# ニューヨーク・ニューヨーク
『ニューヨーク・ニューヨーク』（New York, New York）は、1977年のアメリカ映画。ニューヨークを舞台にしたサックス奏者と歌手のラブ・ストーリーである。

## ストーリー
1945年8月15日、ニューヨークのナイトクラブではトミー・ドーシー・オーケストラの演奏による盛大な祝典が行われていた。復員したサックス奏者のジミーは、たまたま立ち寄ったトミー・ドーシー楽団演奏のパーティで出会ったフランシーヌを強引に口説く。翌日、ジミーは部屋代でホテルのフロントと揉めている所にフランシーヌと再会。二人はビッグバンド・ジャズの楽団に入ってツアーに出るが、短気でプライドが高いジミーの振る舞いによって、二人の関係とそれぞれの運命は変化してゆく。

## キャスト
※括弧内は日本語吹替
- フランシーヌ・エヴァンス - ライザ・ミネリ（小原乃梨子）
- ジミー・ドイル - ロバート・デ・ニーロ（野沢那智）
- バーニス・ベネット - メアリー・ケイ・プレイス
- トニー・ハーウェル - ライオネル・スタンダー（熊倉一雄）
- ポール・ウィルソン - バリー・プリマス（納谷六朗）

## テーマ曲
「ニューヨーク・ニューヨーク（Theme from "New York, New York"）」（フレッド・エッブ作詞、ジョン・カンダー作曲）はライザ・ミネリが劇中で歌唱し、サウンドトラック盤に収録され、1977年にシングルリリースされた。
さらに翌年にミネリの友人のフランク・シナトラがカヴァーし、1980年発売のシナトラのアルバム『Trilogy: Past Present & Future』に収録され同年にシングルリリースされると、シナトラの代表曲の1つともなる大ヒットとなった。
ニューヨーク市の「非公式な市歌（unofficial anthem）」とも称される、ニューヨークを象徴する曲となっており、ニューヨーク・ヤンキースの本拠地であるヤンキースタジアムでは、試合終了後のスタジアム内にシナトラの歌う同曲が流れる。
なお、ミュージカル「オン・ザ・タウン（踊る大紐育）」のタイトル曲「ニューヨーク・ニューヨーク」（レナード・バーンスタイン作曲。映画版「踊る大紐育」では、シナトラがジーン・ケリーらと歌っている）とは全く別の歌。